# Clitocybe festiva
Clitocybe festiva är en svampart som beskrevs av J. Favre 1955. Clitocybe festiva ingår i släktet Clitocybe och familjen Tricholomataceae.  Arten är reproducerande i Sverige. Inga underarter finns listade i Catalogue of Life.